# 405 linee
Il sistema di trasmissione televisiva analogica a 405 linee è stato il primo sistema utilizzato per trasmissioni regolari e non a carattere sperimentale. Fu introdotto dalla BBC nel 1936 e, sospeso durante la seconda guerra mondiale, rimase in uso nel Regno Unito fino al 1985. Fu utilizzato anche in Irlanda, Hong Kong e Nuova Zelanda. A volte chiamato sistema Marconi-EMI, fu inventato nel 1934 da Alan Dower Blumlein del centro ricerche EMI.
Il sistema a 405 linee, monocromatico, è stato il primo a utilizzare la tecnica dell'interlacciamento: le 405 linee di scansione venivano trasmesse in due semiquadri complementari, dando origine così a una cadenza di ripresa di 25 fotogrammi al secondo. Delle 405 linee, 377 erano usate per l'immagine.
All'epoca della sua introduzione, il sistema fu denominato ad "alta definizione", in relazioni ai primitivi sistemi di televisione meccanica, ma non c'è alcuna relazione con la moderna alta definizione.

## Storia
Il sistema a 405 linee fu usato dalla sede della BBC di Alexandra Palace a partire dal 1936, in un primo tempo in condivisione con il sistema a 240 linee di Baird, presto abbandonato dopo qualche mese di sperimentazione, a favore del nuovo sistema Marconi-EMI in banda VHF. Questo sistema è stato lo standard delle trasmissioni inglesi fino agli anni sessanta.
Nel 1954, la BBC perse il monopolio del mercato televisivo inglese e l'anno seguente fu costituita la rete commerciale ITV, un consorzio di compagnie regionali. Alcune di queste proposero una variante a colori del sistema, basata sul sistema statunitense NTSC, ma la BBC riuscì a persuadere il governo britannico che l'introduzione del colore andava rimandata fino all'introduzione di un sistema a maggiore definizione.

### Abbandono del sistema nel Regno Unito
Nel 1964, la BBC iniziò le trasmissioni del canale BBC Two in banda UHF, usando solamente il sistema a 625 linee (576i) che i televisori più vecchi non erano in grado di ricevere. La codifica a colori PAL fu successivamente introdotta nel 1967. Nel novembre del 1969 sia la BBC One che la ITV iniziarono le trasmissioni a colori a 625 linee: dal momento che tutta la programmazione era nel nuovo standard, le trasmissioni a 405 linee furono mantenute per compatibilità con i vecchi televisori, e anche per via del fatto che la copertura in banda UHF era inferiore a quella VHF del sistema a 405 linee.
L'ultima trasmissione a 405 linee è andata in onda il 3 gennaio 1985 in Scozia e il giorno prima nel resto del Regno Unito, affidando la copertura unicamente alle trasmissioni PAL in UHF da quel momento in poi. Le frequenze VHF liberate restarono inutilizzate per un certo periodo, e in seguito vendute e usate per altri scopi, tra cui il DAB.

### Abbandono del sistema in Irlanda
L'adozione in Irlanda del sistema a 405 linee risale al 1961, con l'avvio delle trasmissioni della Telefís Éireann, limitatamente a due soli trasmettitori e cinque ripetitori dedicati alle zone settentrionali e orientali del paese, dove molte persone avevano televisori adatti alla ricezione delle trasmissioni dal Galles e dall'Irlanda del Nord. La Telefís Éireann (diventata in seguito RTÉ One) iniziò a trasmettere in contemporanea a 625 linee dall'estate del 1962 in poi, due anni prima della BBC.
- Gli ultimi ripetitori a 405 linee, situati nella contea del Donegal, furono spenti nel 1982, ma la dismissione del sistema risale in gran parte al 1978, per liberare la frequenza per RTÉ Two; i ripetitori rimasti erano alimentati da trasmissioni a 625 linee convertite.
- Durante gli ultimi cinque anni della programmazioni RTÉ a 405 linee, la conversione era affidata a un semplice convertitore orthicon, in pratica una telecamera che riprendeva un monitor a 625 linee, al posto dei più costosi convertitori di formato usati in precedenza, che si erano guastati.

### Videoregistrazioni
Alcuni nastri con registrazioni a 405 linee esistono ancora oggi, ma la maggior parte dei programmi sono stati registrati tramite vidigrafo, solitamente con tracce audio ottiche. I videoregistratori domestici moderni non sono in grado di sintonizzare il segnale, ma possono registrare un segnale a 405 linee se ricevuto come segnale video.

## Sistema A
la classificazione CCIR dei sistemi di trasmissione identifica il sistema a 405 linee come sistema A. L'audio è modulato in ampiezza piuttosto che in frequenza usata negli altri sistemi di trasmissione analogica. Il rapporto d'aspetto originale del sistema era di 5:4 fino al 3 aprile 1950, quando fu modificato nel più comune 4:3
Tutti i trasmettitori del Sistema A usavano la modulazione VSB (Vestigial SideBand), con la singola eccezione di Alexandra Palace a Londra, sostituito nel 1957 da Crystal Palace.
| Sistema | Numero di linee | Bande Utilizzate | Banda del canale (MHz) | Banda del segnale video (MHz) | Distanza tra Audio e Video (MHz)(M/M,S/M,N) | Vestigial Side-band (MHz) | Tipo di modulazione video | Portante audio principale |
| A       | 405             | VHF              | 5                      | 3                             | -3,5                                        | 0,75                      | Positivo                  | AM                        |

### Il motivo dei 50 campi al secondo
Dalla metà degli anni trenta, è stata prassi corrente utilizzare una frequenza di semiquadro uguale alla frequenza della corrente alternata di rete (o a un suo sottomultiplo), pari a 50 Hz nella maggior parte dei paesi (e a 60 Hz) in altri. In primo luogo, questo avviene perché le lampade da studio utilizzano la stessa frequenza di rete e questo potrebbe creare un battimento con la cadenza delle riprese televisive, e in secondo luogo perché i televisori dell'epoca avevano un filtraggio imperfetto della corrente alternata ed eventuali picchi sulla corrente continua sarebbero stati visibili. Con la frequenza di scansione uguale a quella di rete, al massimo questi disturbi sarebbero apparsi come un difetto statico.

### Il motivo delle 405 linee
Un sistema interlacciato richiede un posizionamento accurato delle linee di scansione ed è importante che le basi temporali orizzontali e verticali siano in rapporto tra loro. Questo si ottiene generando una delle due frequenze tramite una serie di divisione elettroniche dell'altra. Ogni divisore è un numero primo. Di conseguenza, c'è una relazione matematica tra la frequenza di riga e la frequenza di campo, ottenuta dividendo la prima. I limiti tecnologici degli anni trenta permettevano di usare solo divisori non troppo grandi, non superiori a 7, per ottenere una buona stabilità della circuiteria. Il numero delle linee, per via dell'interlacciamento 2:1, è dispari. Il sistema a 405 linee ha una frequenza verticale di 50 Hz (quella della rete elettrica inglese) e una orizzontale di 10.125 Hz (50 × 405 ÷ 2)
- 2 × 3 × 3 × 5 = 90 (non interlacciato)
- 2 × 2 × 2 × 2 × 2 × 3 = 96 (non interlacciato)
- 2 × 2 × 3 × 3 × 5 = 180 (non interlacciato)
- 2 × 2 × 2 × 2 × 3 × 5 = 240 (usato per le trasmissioni sperimentali di Baird)
- 3 × 3 × 3 × 3 × 3 = 243
- 7 × 7 × 7 = 343 (sistema nordamericano usato anche in Polonia prima della seconda guerra mondiale)
- 3 × 5 × 5 × 5 = 375
- 3 × 3 × 3 × 3 × 5 = 405 (usato in Gran Bretagna, Irlanda e Hong Kong prima del 1985)
- 2 × 2 × 2 × 5 × 11 = 440 (non interlacciato)
- 3 × 3 × 7 × 7 = 441 (usato dalla RCA in Nord America prima dell'adozione del sistema NTSC a 525 linee e ampiamente usato prima della guerra nell'Europa continentale con frequenza di quadro diverse)
- 2 × 3 × 3 × 5 × 5 = 450 (non interlacciato)
- 5 × 7 × 13 = 455 (utilizzato in Francia prima della guerra)
- 3 × 5 × 5 × 7 = 525 (compromesso tra i sistemi RCA e Philco ancora usato oggi in America e in alcune zone dell'Asia)
- 3 × 3 × 3 × 3 × 7 = 567 (usato nel dopoguerra nei Paesi Bassi)
- 5 × 11 × 11 = 605 (proposto dalla Philco in Nord America prima dell'adozione dello standard a 525 linee)
- 5 × 5 × 5 × 5 = 625 (usato ancora oggi nella maggior parte del mondo)
- 3 × 3 × 7 × 13 = 819 (usato in Francia negli anni 50)
- 3 × 7 × 7 × 7 = 1029 (proposto ma mai adottato nel 1948 in Francia)
- 3 × 5 × 5 × 5 x 3 = 1125 (usato per i sistemi 1080i e 1080p)

## Confronto con gli standard successivi

### Larghezza di banda
La larghezza di banda di un canale televisivo a 405 linee con modulazione VSB è di 5 MHz, significativamente inferiore agli 8 MHz richiesti dal sistema I a 625 linee che lo sostituì in Gran Bretagna. I sistemi in uso negli altri paesi hanno larghezze di banda che variano dai 6 ai 14 MHz per canale.

### Copertura
L'uso delle frequenze VHF e la stretta banda del segnale video (i segnali AM risentono meno del rumore quando la alrghezza di banda è ridotta) permettevano alle trasmissioni a 405 linee di essere ricevute anche i condizioni non ottimali e di conseguenza era possibile coprire pressoché tutto il territorio inglese con un numero ridotto di trasmittenti.

### Sensibilità alle interferenze impulsive
Il fatto che l'audio fosse modulato in ampiezza e l'uso della modulazione video positiva rendevano le trasmissioni a 405 linee molto sensibili alle interferenze di natura impulsiva, come quelle generate dai sistemi di accensione degli autoveicoli. Questo tipo di interferenze si manifestavano con rumori ad alto volume sull'audio e da macchie luminose sul video, molto più visibili dei punti neri che si hanno invece con la modulazione video negativa.

### Disturbo dovuto a magnetostrizione nel trasformatore
I sistemi a 405 linee avevano il difetto di produrre un tono a 10.125 Hz avvertibile in molti televisori, uguali al numero di linee al secondo. Questo tono al alta frequenza era provocato dal fenomeno della magnetostrizione nel trasformatore della base tempi di linea: il trasformatore usato per alimentare il fascio di elettroni che scorre 10.125 volte al secondo da sinistra a destra cambia dimensione in accordo con questa frequenza. Questo è un effetto comune nei televisori a tubo catodico, ma i sistemi a 525 e 625 linee producono frequenze di 15.734 Hz e 15.626 Hz, vicine al limite superiore dello spettro udibile. I trasformatori dei televisori moderni sono meno sensibili a questo effetto.

### Problemi di interlacciamento
L'assenza di impulsi di equalizzazione durante l'intervallo di ritorno verticale del sistema a 405 linee spesso provoca un interlacciamento non perfetto, che si manifesta come sfarfallio e scarsa risoluzione quando i due semiquadro non sono perfettamente allineati.

### Spot Wobble
Sugli schermi più grandi, le 405 linee del sistema non erano abbastanza spesse da coprire tutta l'area visibile. Questo causava linee nere tra quelle di scansione, con risultati estetici deludenti. Per migliorare l'immagine, fu sviluppata la tecnica dello Spot Wobble, ereditata dai vidigrafi. Un campo alternato a 20 MHz viene sovrapposto al fascio di elettroni, facendolo vibrare e permettendo a ogni linea di scansione di illuminare leggermente le zone sopra e sotto di essa.

## Trasmissioni a colori sperimentali
Verso la fine degli anni cinquanta, furono effettuate alcune trasmissioni sperimentali a colori, con la codifica a colori NTSC applicata al sistema a 405 linee. La frequenza della sottoportante colore era di 2,6578125 MHz (525/2 volte la frequenza di riga) con una larghezza di banda del segnale "I" di 500 kHz e del segnale "Q" di 300 kHz. Furono fatti anche test con le codifiche PAL, SÉCAM e NTSC con altre frequenza di sottoportante.
Alcune di queste trasmissioni erano in UHF (un'altra tecnologia sperimentale per l'epoca), mentre altre in banda VHF fuori dai normali orari di trasmissione.